# Oscar Svensson (konservator)

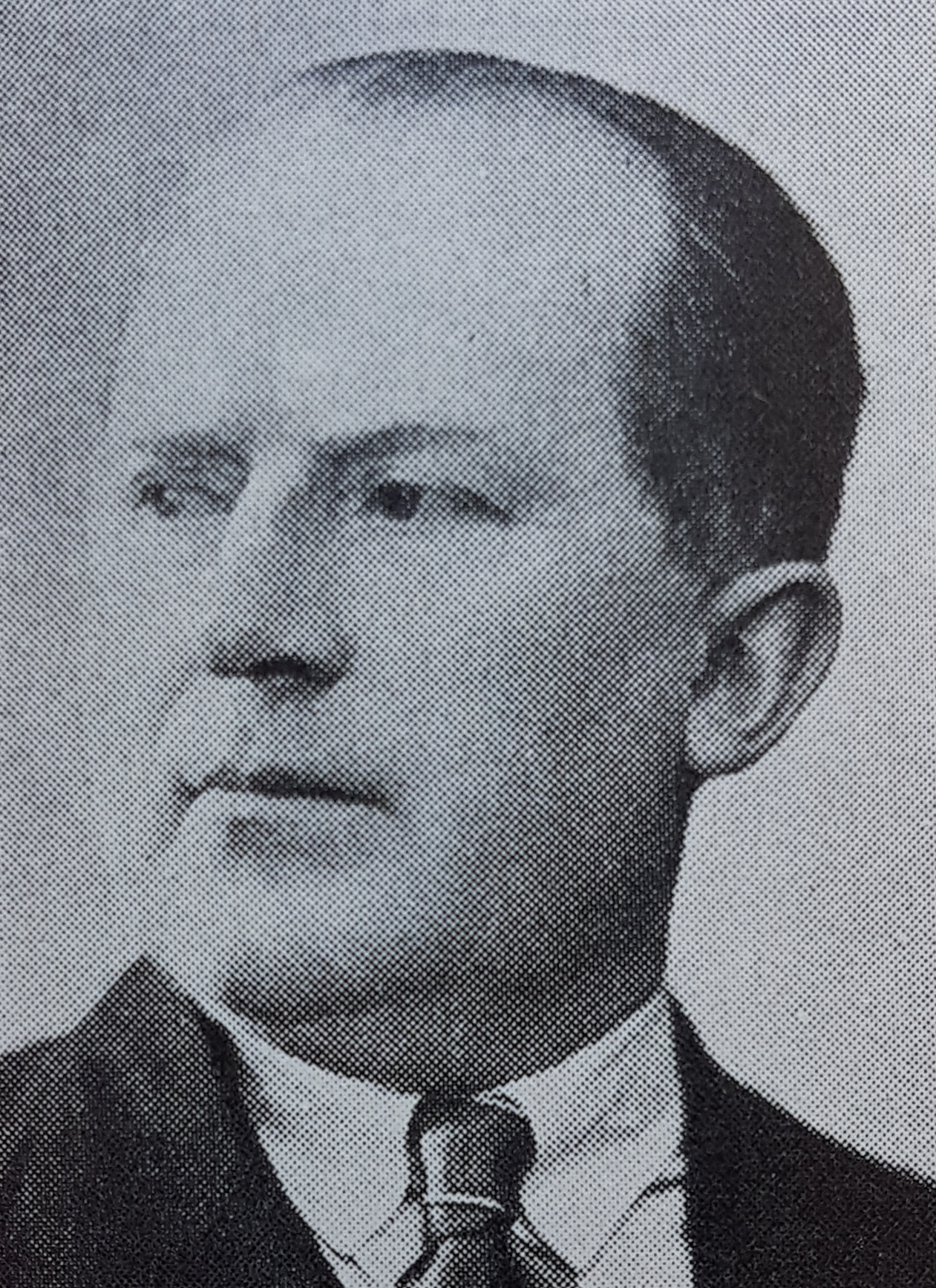
Oscar Svensson

Oscar Wilhelm Svensson, född den 31 mars 1890 i Bräkne-Hoby församling, Blekinge län, död den 11 februari 1972 i Stockholm, var en svensk konservator.
Han var son till hemmansägaren Gustaf Adolf Svensson och hans hustru född Persson. Efter avslutad skolgång antogs han som lärling av målarmästare G.W. Tingström i Karlshamn samtidigt studerade han vid Tekniska yrkesskolan i Karlshamn 1907–1911. Han fortsatte sina studier vid Tekniska skolan i Stockholm 1911–1913 han var samtidigt anställd som medhjälpare till konservatorn Allan Norblad och fortsatte sitt arbete där till 1918, därefter arbetade han ett år för konservatorn A. Hällström innan han startade en egen verksamhet. Till hans fasta uppdragsgivare hörde Statens historiska museum, Egyptologiska museet i Uppsala, Helsingfors stadsmuseum samt ett flertal länsmuseer. I Riddarholmskyrkan utförde han arbeten på Magnus Ladulås och Karl Knutssons gravmonument samt serafimersköldarna. Han var anlitad för restaureringsarbeten vid Örebro slott, Karlbergs slott och Viks slott när dessa genomgick större renoveringar. Han har därtill utfört restaureringsarbeten i ett 30-tal landsortskyrkor. 